# Свети Атанасий (Трикомо)
Вижте пояснителната страница за други значения на Свети Атанасий.
„Свети Атанасий“ (на гръцки: Αγίου Αθανασίου) е възрожденска православна църква, енорийски храм на гревенското село Трикомо (Залово), Егейска Македония, Гърция.
Църквата е построена в 1861 година. Посветена е на патрона на селото Свети Атанасий. Представлява малък еднокорабен храм със затворен трем от южната страна и камбанария от северната.